# Lathrolestes occultor
Lathrolestes occultor là một loài tò vò trong họ Ichneumonidae.